# روبرت فيلبس
روبرت فيلبس (بالإنجليزية: Robert Phelps)‏ هو رياضياتي أمريكي، ولد في 22 مارس 1926 في كاليفورنيا في الولايات المتحدة، وتوفي في 4 يناير 2013 في واشنطن في الولايات المتحدة.